# Amalda sibuetae
Amalda sibuetae is een slakkensoort uit de familie van de Olividae. De wetenschappelijke naam van de soort is voor het eerst geldig gepubliceerd in 1999 door Kantor & Bouchet.